# Premenstruációs szindróma
A Premenstruációs szindróma (PMS) azokra a testi-lelki tünetekre utal, amelyek egy-két héttel a menstruáció előtt jelentkeznek. A tünetek gyakran változnak a nők között és megoldódnak a vérzés kezdete körül. A leggyakoribb tünetek közé tartoznak a pattanások megjelenése, a mellek érzékenysége, puffadás, fáradtság, ingerlékenység, hangulati változások. Gyakran a tünetek akár hat napig is jelen lehetnek. Egy nő tünetei is változhatnak idővel. A tünetek nem fordulnak elő terhesség alatt vagy menopauza után.